# Kommissarin Heller: Panik
Panik ist ein deutscher Fernsehfilm von Christiane Balthasar aus dem Jahr 2021. Es handelt sich um den 10. und sogleich letzten Filmbeitrag der Samstagskrimireihe Kommissarin Heller mit Lisa Wagner in der Titelrolle.

## Handlung
Kriminalhauptkommissarin Winnie Heller muss in ihrem letzten Fall den Tod eines jungen Mädchens aufklären, das nach einer Sexparty tot aufgefunden wurde. Bei einem Undercovereinsatz arbeitet sie mit ihrem jungen Kollegen Timo Lübke zusammen. Es gelingt ihr dabei, ein Mädchen vor dem Zugriff eines Liebhabers zu bewahren, doch deren Loverboy, Benny Thomsen, ergreift die Flucht. Lübke erschießt ihn voreilig, weil er annimmt, der Flüchtige hätte eine Waffe auf Heller gerichtet.
Beweise gegen den Hauptverdächtigen Gregor Riselius hat der Einsatz leider nicht gebracht. Es ist der Polizei bekannt, dass Riselius die Mädchen über Loverboys bezieht und sie dann zur Prostitution mit seinen Geschäftsfreunden gezwungen werden. Das Verhör von Laura Nowak, die Heller vor der mutmaßlichen Vergewaltigung bewahrt hatte, ergibt zunächst keine weiteren Anhaltspunkte, da das Mädchen noch immer unter Schock steht. So geht Heller in ihrer impulsiven Art offensiv auf Riselius zu und versucht ihn zu provozieren, was ihr jedoch nicht gelingt.
Im Handy von Benny Thomsen finden sich diverse Videos und Heller ist sich sicher, darauf Nina, die Tochter ihres ehemaligen Kollegen Verhoeven, zu erkennen. Da die Aufnahmen augenscheinlich in einem Wohnwagen gemacht wurden, versuchen Heller und Lübke diesen zu finden. Des Weiteren versucht Heller, Nina Verhoeven anzurufen, doch erreicht sie nur deren Mailbox. Eine Nachfrage bei ihrem Vater ergibt auch keinen Hinweis auf Ninas Aufenthaltsort, ebenso wie die erneute Befragung von Laura Nowak. Sie habe Nina nur gesehen, aber kaum mit ihr gesprochen, außerdem sei die mit Bennys Freund Luca Sandor zusammen gewesen. Da Laura minderjährig ist, aber nicht zu ihrer Mutter will, bringt Heller sie vorübergehend in die Obhut ihrer eigenen Mutter. Die Ungewissheit, dass Nina Verhoeven möglicherweise nicht mehr leben könnte, macht Heller derart zu schaffen, dass sie eine Panikattacke erleidet. Wieder fit erfährt sie von ihrer Mutter, dass Laura Nowak von ihrer Mutter abgeholt wurde.
Nach Hellers Recherchen kann die Wohnung von Luca Sandor ermittelt werden. Als sich Heller dort heimlich umsieht, klingelt Riselius an der Tür. In einem sehr subtilen Gespräch mit Heller gibt er deren Anschuldigungen zwar indirekt zu, verdeutlicht ihr aber auch seine Überlegenheit. Noch am selben Tag wird in einem Waldstück die Leiche von Laura Nowak gefunden. Heller ist insgeheim froh, dass es sich dabei nicht um Nina gehandelt hat. Da mittlerweile auch Hendrik Verhoeven auf der Suche nach seiner Tochter ist, will er von Heller wissen, was sie diesbezüglich weiß. So weiht sie ihn in ihre Ermittlungsarbeit ein.
Luca Sandor, der sich zwar auch als Loverboy betätigt, aber kein gewissenloser Zuhälter ist, wendet sich in seiner Ratlosigkeit an Riselius' Ehefrau, die die Machenschaften ihres Mannes nicht nur billigt, sondern sogar darin involviert ist. Sandor beteuert, beide Todesfälle seien „nur“ Unfälle gewesen, weil das erste Opfer einen Drogen-Mix nicht vertragen habe und Laura Nowak unglücklich gestürzt sei. Doch anstatt Sandor zu helfen, drängt sie ihn dazu, schnellstens die Polizistentochter loszuwerden, nach der die Polizei bereits suche. Kurzerhand bringt er Nina zu Riselius, da er seinen Wohnwagen nicht für ein sicheres Versteck hält.
Heller kommt dahinter, dass Laura gar nicht von ihrer Mutter abgeholt wurde, sondern von Riselius' Ehefrau. Gemeinsam mit Verhoeven fährt sie zu Riselius' Anwesen. Hier finden sie Nina und Verhoeven ist kurz davor, Sandor auf der Stelle zu erschießen. Heller greift ein, indem sie auf Nicola Riselius schießt und den schockierten Verhoeven so von seiner Absicht abbringt. Er sagt zu ihr: „Heller, Sie hätten auf mich schießen müssen, das wissen Sie.“ Daraufhin entgegnet Heller süffisant: „Verdient hätten Sie's.“ und begibt sich aus dem Haus von Riselius. Verhoeven ruft ihr nach: „Dafür kommen Sie in die Hölle, das ist Ihnen hoffentlich klar.“ Kaum hat sie das Haus verlassen, wird sie von einem Blitz erschlagen, da tagsüber ein Unwetter aufgezogen ist, auf das seit Tagen immer wieder in den Wetterberichten hingewiesen wurde.
Tage später streut Hellers Mutter die Asche ihrer Tochter im Beisein der Therapeutin Dr. Jacobi sowie von Kommissar Verhoeven und seiner Familie von einer Brücke in einen Fluss. Dabei erscheint Winnies Geist, der gezielt Verhoeven anspricht. Als dieser meint, er habe das, was er zu ihr zuletzt gesagt hatte, nicht so gemeint, entgegnet Heller, dass sie das weiß und sie jetzt alles wisse. Sie bittet Verhoeven abschließend ihrer Mutter zu sagen: „Keine Begonien!“

## Hintergrund
Der Film wurde vom 24. September 2019 bis zum 25. Oktober 2019 in Berlin, Wiesbaden und Umgebung unter der Produktionsfirma Ziegler Film gedreht. Am 15. Januar 2021 wurde er vorab in der ZDFmediathek zur Verfügung gestellt. Die Erstausstrahlung erfolgte am 16. Januar 2021 im ZDF.
In dieser Folge hat Hans-Jochen Wagner noch einmal eine Gastrolle als Kriminalhauptkommissar Hendrik Verhoeven, nachdem er in der achten Episode Vorsehung seinen letzten Auftritt hatte.

## Rezeption

### Einschaltquote
Bei der Erstausstrahlung am 16. Januar 2021 im ZDF erreichte der Film 7,86 Millionen Zuschauer und 22,5 Prozent des Gesamtmarktanteils.

### Kritik
Rainer Tittelbach von tittelbach.tv meinte: „Winnie Heller gegen die Wiesbadener High Society.“ „Die ZDF-Reihe hatte sich in den letzten Episoden kontinuierlich gesteigert und zu einem sehr eigenen Krimi-Format dank eigenwilliger (Anti-)Heldin entwickelt. Und so wird man sie schon vermissen, diese coole Socke von Kommissarin und ihre Darstellerin, der Autor Mathias Klaschka einen Klasse-Fall mit einem Top-Abgang auf den Leib geschrieben hat.“.
Bei Evangelisch.de wertete Tilmann P. Gangloff: Der Drehbuchautor „Klaschka hat sich offenkundig von Angela Carters Kurzgeschichte Die Gesellschaft der Wölfe inspirieren lassen, die auch als Vorlage zu Neil Jordans britischem Fantasy-Klassiker Zeit der Wölfe (1984) diente. ‚Panik‘ beginnt damit, dass Nicola Riselius (Cordelia Wege) ihrer kleinen Tochter das Märchen Rotkäppchen vorliest. Dabei fügt sie einen Epilog an, der nicht von den Gebrüdern Grimm, sondern von Carter stammt: ‚Und die Moral von der Geschicht: Mädchen, weich vom Wege nicht. Bleib' allein und halt' nicht an, traue keinem fremden Mann. Geh' nicht bis zum bitteren Ende, gib dich nicht in fremde Hände. Deine Schönheit zieht sie an, und ein Wolf ist jeder Mann.‘ Clever greift Klaschka das Rotkäppchen-Thema gegen Ende wieder auf. Dieser Dialog zwischen dem Wolf und seiner Jägerin ist das Vorspiel zu einem fesselnden Finale, das buchstäblich mit einem Knalleffekt endet.“